# Коваль (город)

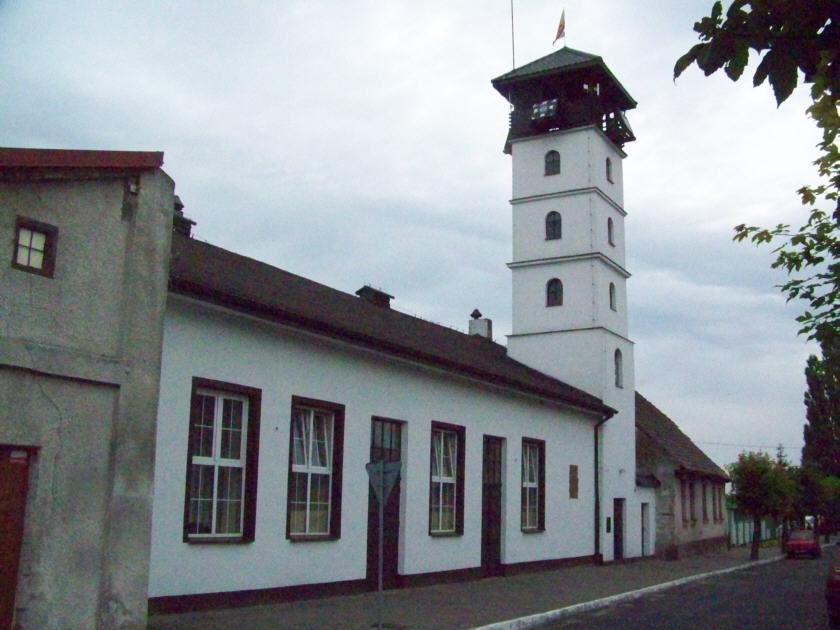
Пожарная башня в Ковале

Коваль (пол. Kowal) — город в Польше, входит в Влоцлавский повят Куявско-Поморского воеводства. Занимает площадь 4,71 км². Население — 3505 человек (на 2019 год).
Через город проходит национальная автодорога Номер 1.

## История
Дата основания города неизвестна; впервые он упоминается в письменных источниках в 1185 году.
В 1310 году здесь родился король Польши Казимир III Великий.
В XIV веке, во время польско-тевтонской войны, местный замок был разрушен и территория была включена в Государство Тевтонского ордена. В 1343 года, вместе со всей Куявией был возвращен Польше по Калишскому миру; вскоре после этого Коваль получил статус города по магдебургскому праву, городские права были подтверждены и расширены в 1519 году Сигизмундом I.
Во времена Второго раздела Польши относился к прусской Польше, после Венского конгресса (1815) стал частью российского Царства Польского. После восстания 1863—1864 годов российский император Александр II снял городской статус с ряда польских городов, в число которых вошел Коваль. С созданием Польской Республики в 1918 Коваль вновь получил статус города.
В межвоенный период в городе проживало от 4 до 5 тысяч человек, поляки, евреи и немцы.
С началом Второй мировой войны город был оккупирован Германией. Во время оккупации были почти полностью истреблены 1500 человек из городской еврейской общины.